# بخش امولاتار
بخش آمولاتار ناحیه ای در شمال اوگاندا می باشد. همانند برخی از مناطق دیگر اوگاندا، این شهر به خاطر مرکز اصلی شهری و اداری آن، شهر آمولاتار ، نامگذاری شده است.

## محل
بخش آمولاتار ازطرف شمال با ناحیه آپاک، از طرق شمال شرقی با ناحیه دوکولو ، ازطرف شرق با ناحیه کابرامایدو ، ازطرف جنوب شرقی با ناحیه بوینده، ازطرف جنوب با ناحیه کایونگا و از طرف غرب با ناحیه ناکاسونگولا همسایه می باشند. محل اداری ناحیه در آملتر در ۸۵ کیلومتر (۵۳ مایل) ) قرار دارد ، از راه جاده، جنوب لیرا ، بزرگترین شهر در منطقه فرعی. این محل در نزدیکی ۱۸۵ کیلومتر (۱۱۵ مایل) ، از طریق جاده، در شمال شرقی کامپالا ، پایتخت اوگاندا و بزرگترین شهر آن کشور. مختصات منطقه عبارتند از: 01 38N, 32 50E.

## بررسی اجمالی
بخش آمولاتار در سال 2005 ایجادشد، هنگامی که از ناحیه لیرا حک شده بود. این ناحیه قسمتی از منطقه فرعی لانگو به همراه هفت ناحیه دیگر طبقه بندی شده در زیر می باشند. نواحی تشکیل دهنده منطقه فرعی لانگو عبارتند از:
1. منطقه آملتر
2. ناحیه آلبتونگ
3. ناحیه آپاک
4. منطقه دوکولو
5. ناحیه کوله
6. ناحیه لیرا
7. ناحیه اویام
8. منطقه اوتوکه

این بخش مشمول 346 روستا است که در 33 محله سازماندهی شده است. مساحت این بخش حدود ۱٬۷۵۸ کیلومتر مربع (۶۷۹ مایل مربع) . از دیدگاه اداری، ناجیه به پنج واحد اداری تقسیم می شود:
1. شورای شهر آملتر
2. شهرستان مونتو: ۴۲۶٫۱۶ کیلومتر مربع (۱۶۴٫۵۴ مایل مربع)
3. شهرستان اولو، شورای شهر ایتام، شورای شهر ۳۷۷٫۲۰ کیلومتر مربع (۱۴۵٫۶۴ مایل مربع)
4. شهرستان نامساله ۵۲۴٫۱۸ کیلومتر مربع (۲۰۲٫۳۹ مایل مربع)
5. شهرستان آپوتی۲۵۴٫۲۳ کیلومتر مربع (۹۸٫۱۶ مایل مربع) .

این ناحیه به دلیل بنای یادبود آمولاتار که محل جغرافیایی اوگاندا را مشخص می کند، معروف است.

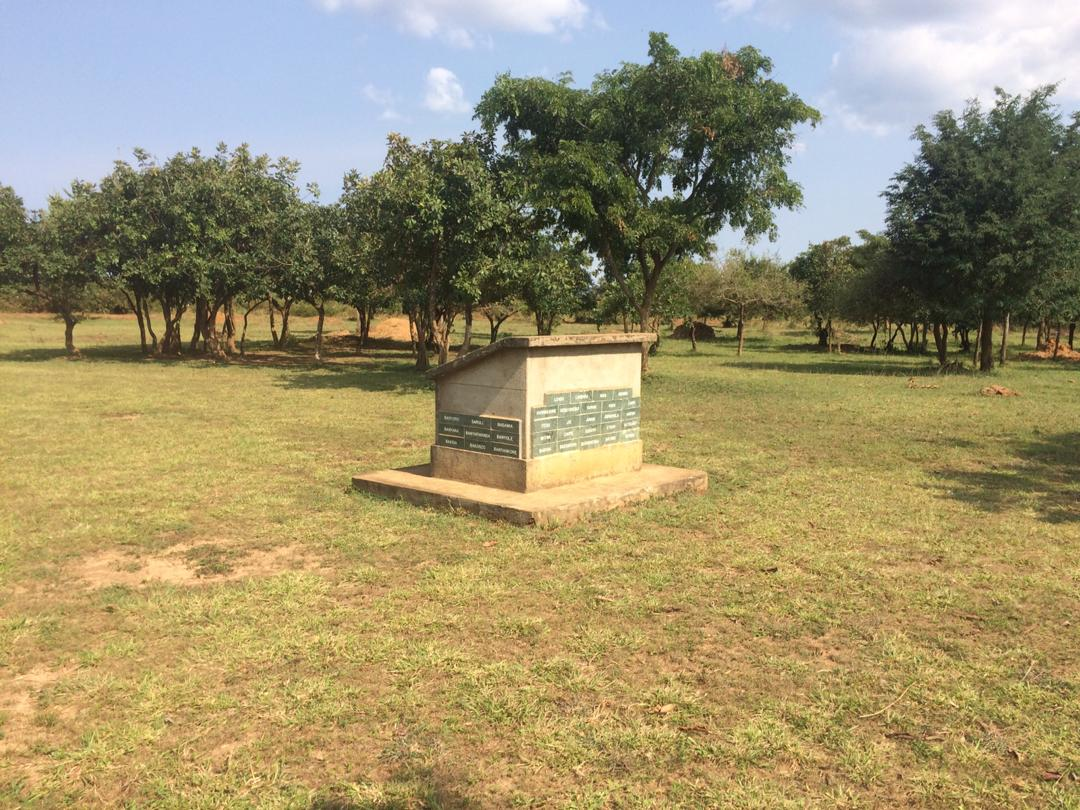
بنای یادبود آمولاتار

## جمعیت
سرشماری ملی نفوس تاریخ 1991 جمعیت ناحیه را نزدیک 68.500 نفر تخمین زد. سرشماری ملی تاریخ 2002 جمعیت این ناحیه را حدود 96.200 نفر تخمین زد. جمعیت ناحیه با نرخ پیش بینی سالانه 2.9٪ بین تاریخ های 2002 و 2012 در حال رشد است. پیش بینی می شود که جمعیت این ناحیه در تاریخ 2012 نزدیک 127.400 نفر بوده است.

## فعالیت های اقتصادی
کشاورزی معیشتی ، دامپروری و ماهیگیری تجاری از دریاچه های ناحیه موتور اقتصادی ناحیه را ایجاد می کنند. محصولات کشت شده عبارتند از:
- کاساوا
- گل آفتابگردان
- لوبیای سویا
- پرتقال
- موز
- ماتوک
- سیمسیم
- برنج
- ذرت
- لوبیا
- ارزن
- سیب زمینی شیرین

دام های پرورش یافته در این شهرستان مانند: گاو ، بز ، مرغ و بوقلمون می باشند.

## لینک های خارجی
- Amolatar: اوگاندا در داخل اوگاندا

1. ↑  «Figure 3: Relationship between wing shape (Procrustes distance) and nearest colony road distance. Colony-road-distance was the same in both 500 m and three km buffers». dx.doi.org. دریافت‌شده در ۲۰۲۲-۰۵-۲۸.
2. ↑  "Map showing surface ruptures associated with the Mammoth Lakes, California, earthquakes of May 1980". 1982. {{cite journal}}: Cite journal requires |journal= (help)
3. ↑  "Bowman, Sarah Meredith, (born 24 May 1949), District Judge, Principal Registry (Family Division), 1993–2014". Who's Who. Oxford University Press. 2007-12-01.